# Trịnh quân Nhu
Trịnh quân Nhu (chữ Hán: 郑君繻; trị vì: 581 TCN-581 TCN, tên thật là Cơ Nhu (姬 繻) là vị vua thứ 14 của nước Trịnh, chư hầu nhà Chu trong lịch sử Trung Quốc.
Cơ Nhu con của Trịnh Tương công- vị vua thứ 11 của nước Trịnh, em của Trịnh Điệu công, vua thứ 12 của nước Trịnh và là anh Trịnh Thành công, vua thứ 13 của nước Trịnh
Năm 582 TCN, Trịnh Thành công bỏ Tấn theo Sở, sợ nước Tấn đem quân vấn tội bèn sang triều kiến Tấn Cảnh công và bị vua Tấn bắt giam. Đại phu nước Trịnh là công tôn Thân bàn nên lập vua mới để nước Tấn thả Thành công. Công tử Ban bèn đưa Cơ Nhu lên làm vua nhưng người nước Trịnh muốn lập con của Thành công nên chỉ một tháng sau thì nổi loạn giết ông và đưa công tử Khôn Ngoan lên ngôi, tức Trịnh Hi công.
Sử ký, Trịnh thế gia ghi chép khác với Tả truyện, cho rằng sau khi Trịnh Nhu bị giết, nước Tấn thả Trịnh Thành công về phục ngôi, không nhắc đến việc lập Trịnh Hi công.